# أندري غاربوزوف
أندري غاربوزوف هو لاعب كرة قدم روسي في مركز الوسط، ولد في 13 فبراير 1984 في بسكوف في روسيا. لعب مع نادي دينامو سانت بطرسبرغ ‏.

## وصلات خارجية
- أندري غاربوزوف على موقع قاعدة بيانات كرة القدم.إي يو (الإنجليزية)
- أندري غاربوزوف على موقع Soccerway.com (الإنجليزية)